# Eltávozott nap
Eltávozott nap è un film del 1968 diretto da Márta Mészáros.